# Пірей
Піре́й (грец. Πειραιάς) — місто в Греції, столиця ному Пірей, третє за величиною місто країни; промисловий центр, частина Великих Афін. Станція ІСАП «Пірей» сполучає місто з Афінами.
Вузол двох основних залізниць країни: Пірей — Афіни — Салоніки та Пірей — Афіни — Коринф. Порт Пірея — найбільший пасажирський порт в Європі, а також третій у світі.

## Історія
Перші поселення на місці сучасного Пірея з'явились ще в давні часи. Вже з 5 ст. до н. е. Пірей — торгова і військова гавань Стародавніх Афін. Після 446 до н. е. місто перебудовано за регулярною системою архітектора Гіпподама. Пірей було поєднано довгими стінами із міським укріпленням Афін. Місто зруйнував Сулла у 86 році до н. е.
Під час османського володарювання у Греції зникла навіть назва Пірей (15-19 ст.). Після здобуття Грецією незалежності у 1830 р. почалось відродження міста як порту та промислового центру. В період Другої світової війни Пірей був зруйнований фашистськими окупантами. Сучасний Пірей зведено за планом німецького архітектора Шауберта, який поновив античне планування.
1938 року в місті засновано Університет Пірея, один з провідних вищих навчальних закладів країни, який готує фахівців у галузі економіки, бізнес-менеджменту та інформаційних технологій. 1982 року введено в експлуатацію Поромну переправу «Європа — Близький Схід», що з'єднала місто Пірей із Латакією в Сирії через Середземне море. Нині Пірей майже злився з Афінами, дістатись в нього можна звідусіль Афінським метро.

## Економіка
Провідний сектор економіки міста — пасажирські та вантажні морські перевезення. Щороку Пірейський порт перевозить до 20 млн осіб. В порту Пірея працюють такі поромні компанії: Minoan Lines, ANEK Lines, Blue Star Ferries, GA Ferries, NEL Lines, LANE Lines, Aegean Speed Lines, Hellenic Seaways, Louis Cruise Lines, Monarch Classic Cruises та інші.
За назвою Пірея своє ім'я здобув грецький Piraeus Bank, хоча штаб-квартира установи розташована в Афінах.
2010 року в Піреї відкрилась перша в Європі філія Frontex — Європейського агентства координації оперативної співпраці по охороні зовнішніх кордонів країн Європейського Союзу. В наступні два роки пірейський офіс діятиме як пілотна програма.

## Демографія
Пірей — одне з найбільших міст Греції, має населення 175 697 осіб, станом на 2001 рік. Водночас міська агломерація Пірея — частина агломерації Великих Афін. До складу Пірейської агломерації входять також 6 передмість, а загальна кількість населення становить 466 065 осіб (станом на 2001 рік).
| Рік  | Місто   | Муніципалітет |
| ---- | ------- | ------------- |
| 1951 | 186,088 |               |
| 1961 | 183,957 |               |
| 1971 | 187,458 | 439,138       |
| 1981 | 196,389 | 476,304       |
| 1991 | 182,671 | 456,865       |
| 2001 | 175,697 | 466,065       |

## Спорт
В Піреї базуються кілька мультиспортивних клубів, зокрема «Олімпіакос» та «Етнікос». Футбольний клуб «Олімпіакос», хоча і не здобув перемоги в сезоні 2009—2010, залишається найуспішнішим клубом у вищому грецькому футбольному дивізіоні Альфа Етнікі.
| Клуб        | Ліга                   | Майданчик                         | Місткість | Заснований |
| ----------- | ---------------------- | --------------------------------- | --------- | ---------- |
| Олімпіакос  | Альфа Етнікі — футбол  | «Георгіос Караїскакіс»            | 33 334    | 1925       |
| Етнікос     | Бета Етнікі — футбол   | «Еллінікон»                       | 10 800    | 1923       |
| Іонікос     | Бета Етнікі — футбол   | громадський стадіон Неаполі       | 5 000     | 1965       |
| Проодефтікі | Дельта Етнікі — футбол | Муніципальний стадіон Корідаллоса | 4 361     | 1927       |
| Олімпіакос  | A1 Етнікі — баскетбол  | Стадіон миру та дружби            | 14 850    | 1931       |
| Олімпіакос  | Перша ліга — волейбол  | Стадіон миру та дружби            | 3 000     | 1930       |

## Персоналії
- Емілій Веакіс — один з найвидатніших грецьких акторів, засновників сучасного грецького театрального мистецтва.
- Костас Мартакіс — популярний грецький співак.
- Міхаліс Адаміс — новогрецький композитор.
- Толіс Воскопулос — грецький співак та актор.

## Міста-побратими
- Маріуполь
- Марсель, Франція[10]
- Вустер, США
- Росаріо, Аргентина
- Острава, Чехія
- Санкт-Петербург, Росія[11]
- Балтимор, США[12]
- Галац, Румунія
- Варна, Болгарія
- Шанхай, Китай